# Василевка (Тывровский район)
Василье́вка (укр. Василі́вка) — село на Украине, находится в Тывровском районе Винницкой области.
Код КОАТУУ — 0524580801. Население по переписи 2001 года составляет 620 человек. Почтовый индекс — 23303. Телефонный код — 4355.
Занимает площадь 2,23 км².

## Адрес местного совета
23303, Винницкая область, Тывровский р-н, с. Васильевка, Школьная, 25

## Известные уроженцы, жители
Эдуард Никитович Гречко (род. 2 мая 1941, Василевка) — учёный в области электротехники и силовых полупроводниковых устройств, профессор, доктор технических наук.